# Jürgen Rüttgers

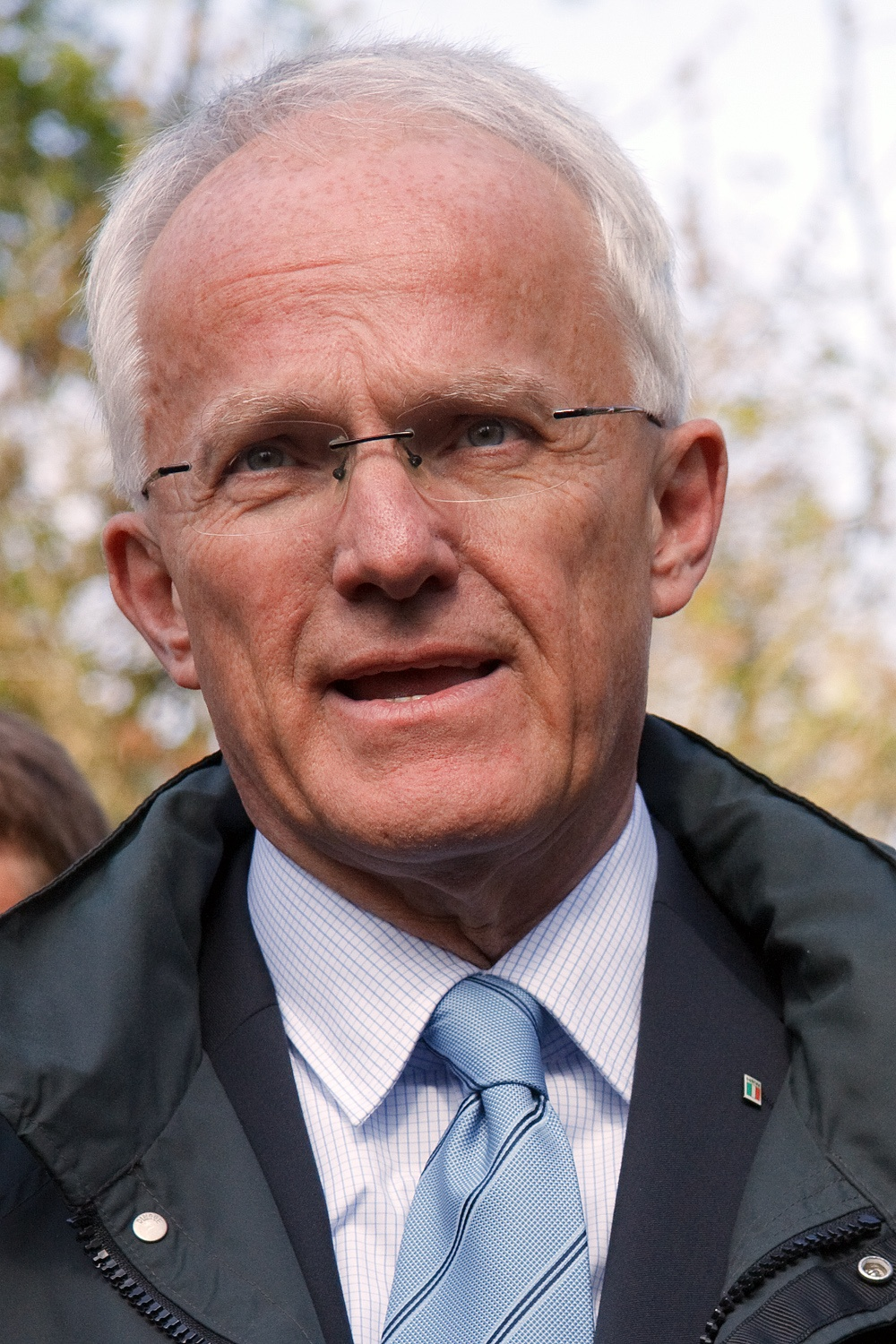
Jürgen Rüttgers, 2010

Jürgen Anton Rüttgers (* 26. Juni 1951 in Köln) ist ein deutscher Rechtsanwalt und Politiker (CDU). Er war von 2005 bis 2010 Ministerpräsident des Landes Nordrhein-Westfalen und von 1994 bis 1998 Bundesminister für Bildung, Wissenschaft, Forschung und Technologie im fünften Kabinett Kohl.

## Ausbildung und Beruf
Jürgen Rüttgers wurde als Sohn des Elektromeisters Willi Rüttgers und dessen Frau Katharina, geb. Bühl, in Köln geboren. Rüttgers besuchte die St. Bernhardschule in Brauweiler. In seiner Jugend war er Mitglied der Deutschen Pfadfinderschaft St. Georg. 1961 wechselte er auf das Staatliche Apostelgymnasium in Köln-Lindenthal, an dem er im Juni 1969 das Abitur ablegte. Anschließend begann Rüttgers ein Studium der Rechtswissenschaft und der Geschichte an der Universität zu Köln und wurde Mitglied in der Studentenverbindung KDStV Rappoltstein (Straßburg) Köln. Im Januar 1975 bestand er vor dem Justizprüfungsamt beim Oberlandesgericht Köln die erste juristische Staatsprüfung und wurde im März 1976 zum Rechtsreferendar ernannt. Im August 1978 bestand er vor dem Landesjustizprüfungsamt in Düsseldorf das zweite juristische Staatsexamen. Im Mai 1979 wurde er bei Peter Hanau in Köln mit einer Arbeit über Das Verbot parteipolitischer Betätigung im Betrieb zum Dr. iur. promoviert (Zweitgutachter war Herbert Wiedemann). 
Von 1978 bis 1980 war er als Referent beim Städte- und Gemeindebund Nordrhein-Westfalen beschäftigt. Von 1980 bis 1987 war er Erster Beigeordneter der Stadt Pulheim für Stadtentwicklung, Finanzen und Umweltschutz. Rüttgers ist Kuratoriumsvorsitzender der Stiftung Weiter sehen in der Treuhandschaft der africa action / Deutschland (vormals ghana action). Diese Stiftung wurde 2002 von ihm mit gegründet. Sie hat zum Hauptziel, Hilfe für augenkranke und behinderte Menschen in Afrika sowie die Ausbildung einheimischer Fachkräfte zur Vorsorge, Behandlung und Rehabilitation Hilfsbedürftiger zu fördern.
Nach dem Ende seiner politischen Karriere arbeitete Rüttgers von März 2011 bis September 2021 als Of Counsel am Düsseldorfer Standort der Rechtsanwaltskanzlei Beiten Burkhardt. Seit Sommersemester 2011 ist er Dozent an der Universität Bonn, von 2013 bis 2019 war er Honorarprofessor an der Maastricht School of Management. Im Jahr 2014 wurde ihm durch die Universität Bonn eine Honorarprofessur verliehen, er lehrt seitdem am Institut für Politische Wissenschaft und Soziologie. Seit Juli 2011 ist Rüttgers Mitglied im Vorstand der Konrad-Adenauer-Stiftung. 2021 wurde er in die Beratende Kommission im Zusammenhang mit der Rückgabe NS-verfolgungsbedingt entzogenen Kulturguts, insbesondere aus jüdischem Besitz („Limbach-Kommission“) berufen.

## Politische Karriere

### Frühe Jahre

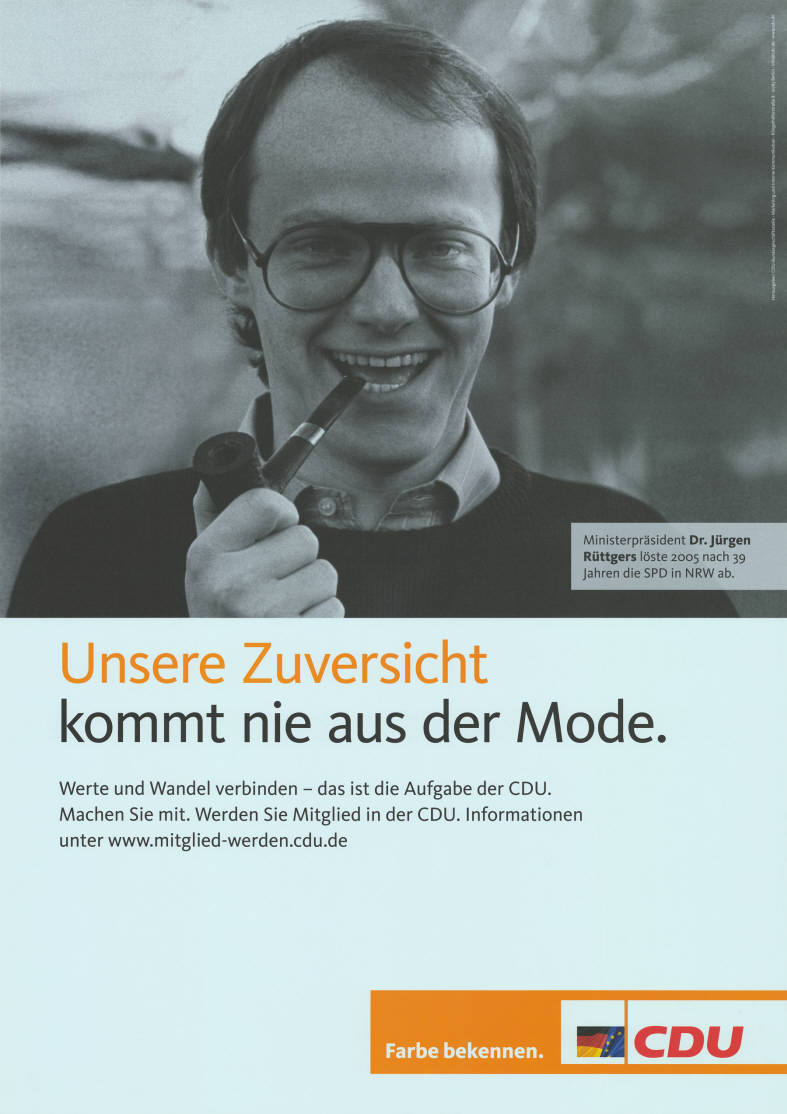
Rüttgers 1977, auf einem Werbungs-Plakat der CDU von 2007

Seit 1970 ist Rüttgers Mitglied der CDU. Von 1975 bis 1980 war er Mitglied im Rat von Pulheim. Von 1980 bis 1986 war er Landesvorsitzender der Jungen Union Rheinland. Von 1981 bis 2010 war er ordentliches Mitglied im Landesvorstand der CDU Nordrhein-Westfalen. 1985 wurde er zum Vorsitzenden des CDU-Kreisverbandes Erftkreis, heute Rhein-Erft-Kreis, gewählt, 1993 zum stellvertretenden Vorsitzenden der CDU Nordrhein-Westfalen. 
Von 1987 bis 2000 war Rüttgers Mitglied des Deutschen Bundestages. Hier wurde er Vorsitzender der Enquete-Kommission „Technikfolgenabschätzung und -bewertung“. Danach war er ab 1989 Parlamentarischer Geschäftsführer und von 1991 bis 1994 Erster Parlamentarischer Geschäftsführer der CDU/CSU-Bundestagsfraktion, wobei seine „freundlich-feine Art“ manchen Gegner getäuscht haben soll. 
In seiner Publikation „Dinosaurier der Demokratie“ (1993) entwickelte er konkrete Vorschläge zur Selbstbeschneidung der Parteien zugunsten einer bürgerschaftlichen Selbstorganisation und Kontrolle.

### Minister für Bildung, Wissenschaft, Forschung und Technologie (1994–1998)
Nach der Bundestagswahl 1994 berief Bundeskanzler Helmut Kohl am 17. November 1994 Jürgen Rüttgers als Bundesminister für Bildung, Wissenschaft, Forschung und Technologie zum Mitglied der Bundesregierung und damit in das Kabinett Kohl V. Rüttgers hatte schon vor der Wahl die Gründung einer „Deutschen Akademie für Wissenschaft und Technologie“ beantragt.
Das aus der Zusammenlegung des Bundesministeriums für Bildung und Wissenschaft und des Bundesministeriums für Forschung und Technologie neu geschaffene Amt wurde als Zukunftsministerium bezeichnet. Rüttgers bezeichnete damals die Bildungspolitik als die beste soziale Vorsorge im 21. Jahrhundert. In seine Amtszeit fällt unter anderem die Bafög-Reform von 1995. Das Meister-BAföG wurde eingeführt, Freibeträge und Bedarfssätze angehoben, der BAföG-Höchstsatz auf 1050 DM festgelegt. 1997 versuchte er zusammen mit den Bundesländern eine Reform des Hochschulrahmengesetzes, die unter anderem eine stärkere Evaluation von Forschung und Lehre, Neufestlegungen der Regelstudienzeit, die Einführung von Bachelor- und Master-Graden und pädagogische Eignungsprüfungen von Professoren vorsah. Der SPD-dominierte Bundesrat lehnte diese Bafög-Reform im April 1998 jedoch ab, hingegen trat am 20. August 1998 das „Vierte Gesetz zur Änderung des Hochschulrahmengesetzes“ in Kraft (BGBl. 1998, S. 2190 ff.). Bis zum Jahr 1998 stieg der Bildungs- und Forschungshaushalt auf 14,95 Mrd. DM. Die Bereiche Biotechnologie, Kommunikationstechnik und Umweltforschung wurden besonders gefördert. Rüttgers brachte das IuKDG (Informations- und Telekommunikationsdienstegesetz) auf den Weg, mit Bestimmungen zum Datenschutz, zum sicheren Zahlungsverkehr im Internet und zum Jugendschutz. Er positionierte sich als engagierter Befürworter der Biotechnologie; sein Ministerium stellte etwa 900 Millionen DM jährlich für den Forschungsbereich zur Verfügung. Nach der verlorenen Bundestagswahl 1998 schied er am 26. Oktober 1998 aus der Regierung aus.

### CDU-Landesvorsitzender und Oppositionsführer in Nordrhein-Westfalen (1999–2005)
Nach der Bundestagswahl am 27. September 1998 kam es in vielen Parteien zu personellen Wechseln. Rüttgers wurde am 22. Oktober 1998 zu einem der stellvertretenden Vorsitzenden der CDU/CSU-Bundestagsfraktion gewählt. In dieser Funktion war er als Nachfolger von Rupert Scholz zuständig für die Politikfelder Innen- und Rechtspolitik. Rüttgers war zuletzt (14. Wahlperiode 1998) über die Landesliste Nordrhein-Westfalen in den Deutschen Bundestag eingezogen. 
Von April 2000 bis November 2010 war er außerdem einer von vier stellvertretenden Bundesvorsitzenden der CDU.
Rüttgers wandte sich der Landespolitik in Nordrhein-Westfalen (NRW) zu. Er wurde in einer Kampfabstimmung gegen Helmut Linssen am 29. Januar 1999 zum Vorsitzenden der CDU NRW gewählt. Er folgte damit Norbert Blüm, der nach 12 Jahren in diesem Amt keine Wiederwahl angestrebt hatte. Bei der Landtagswahl am 14. Mai 2000 trat Rüttgers als Spitzenkandidat der CDU für das Amt des Ministerpräsidenten von NRW an; die CDU erhielt aber nur 37 % der Stimmen. Den Wahlkampf der CDU belastete die ab November 1999 bekannt gewordene CDU-Spendenaffäre.
Rüttgers amtierte von 2000 bis 2005 als Vorsitzender der CDU-Fraktion im Landtag und war somit Oppositionsführer. In Nordrhein-Westfalen engagierte sich Rüttgers für ein wertegebundenes Konzept zur Bio- und Gentechnologie und thematisierte Fragen der Arbeits- und Sozialpolitik. Im April 2003 wurde er mit 83,5 % der Stimmen als Vorsitzender der CDU NRW wiedergewählt.
Aus der Landtagswahl am 22. Mai 2005 ging die CDU als Sieger hervor. Rüttgers konnte 2005 (und erneut 2010) seinen Wahlkreis Rhein-Erft-Kreis I (Bedburg, Bergheim, Elsdorf und Pulheim) direkt gewinnen. 2012 trat er nicht mehr für seinen Wahlkreis an.

### Ministerpräsident in Nordrhein-Westfalen (2005–2010)

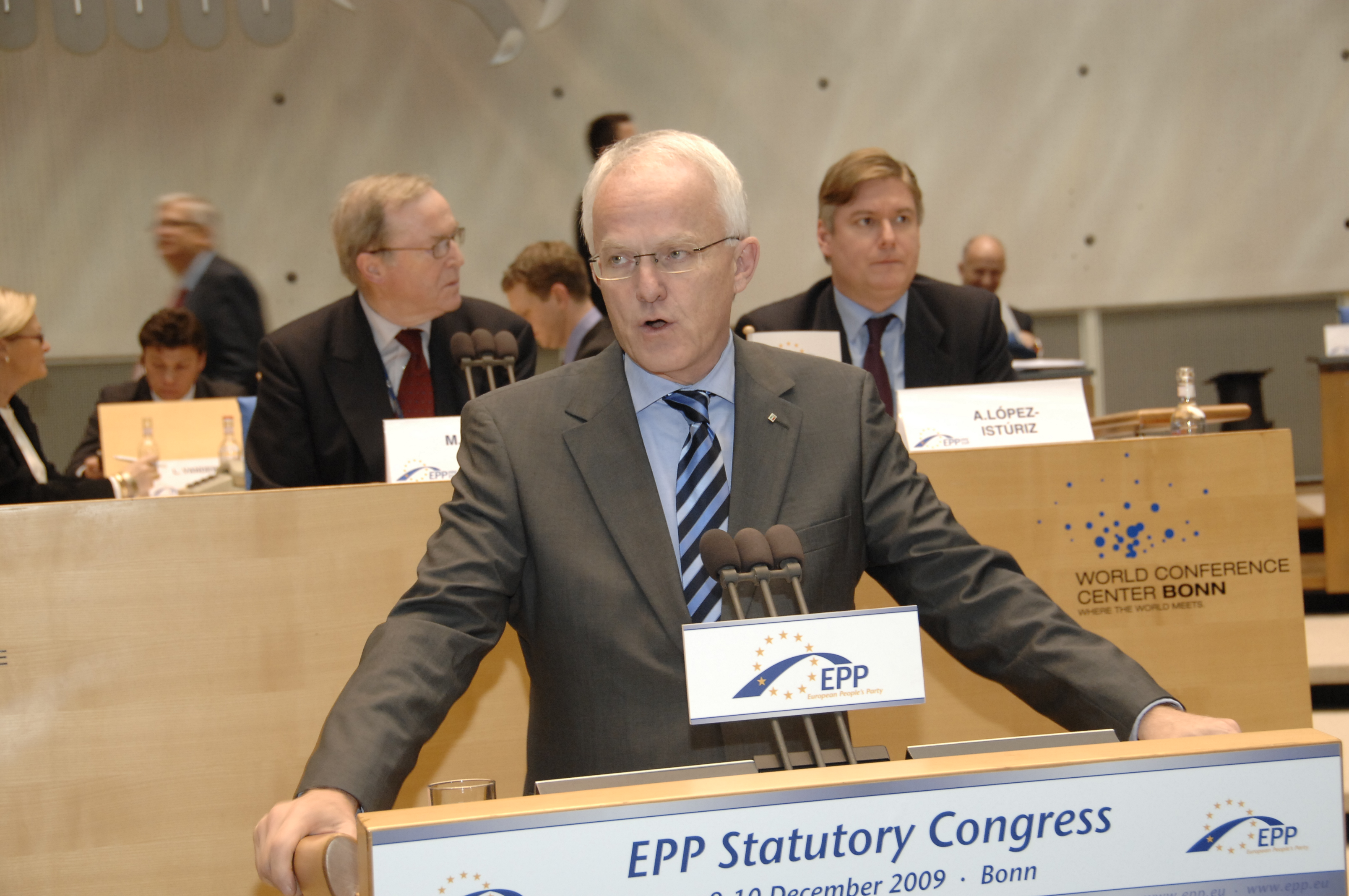
Rüttgers spricht auf dem Kongress der Europäischen Volkspartei (2009)

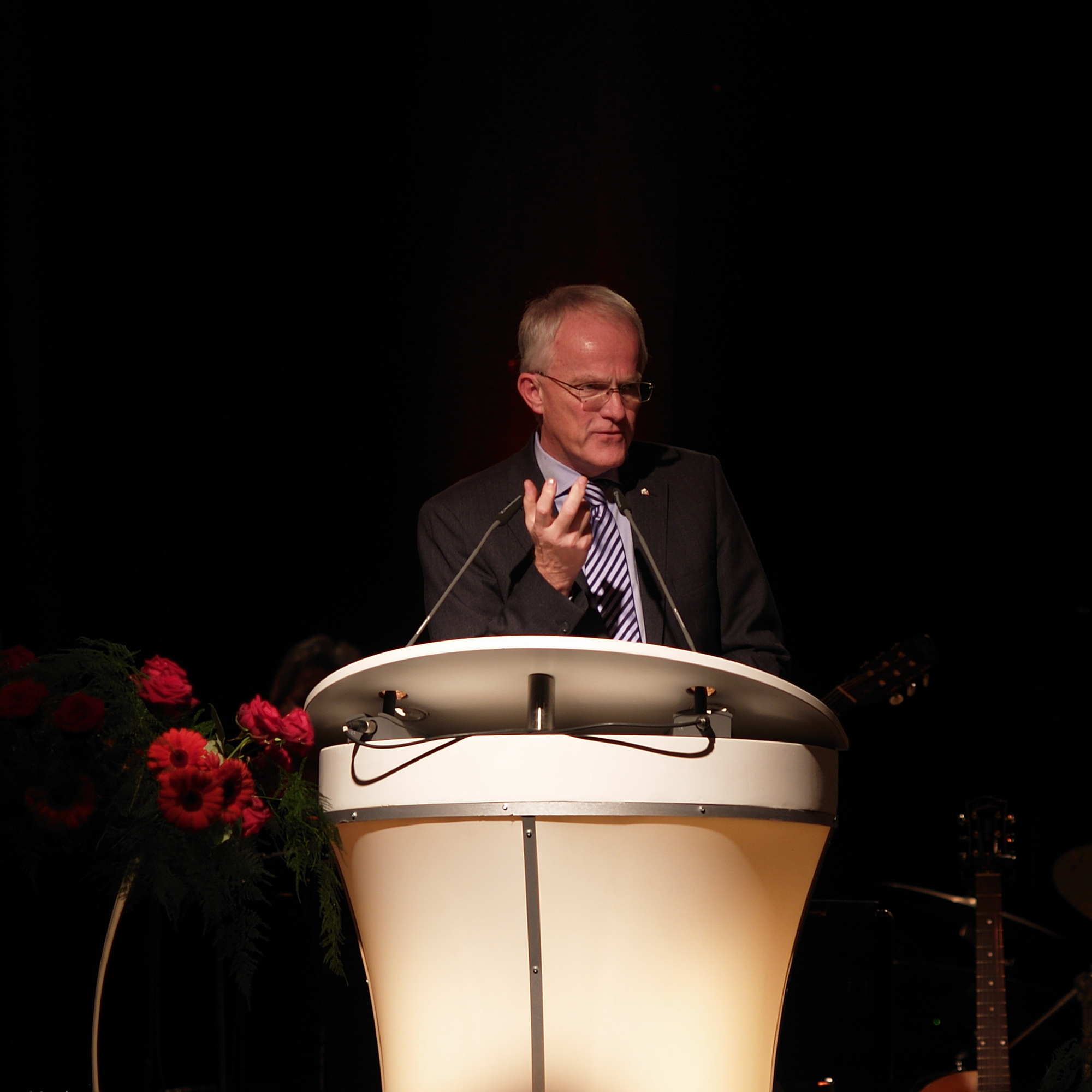
Rüttgers bei der Eröffnung des neuen Essener Ruhr Museums (2010)

Nach der Landtagswahl 2005 ging die CDU eine Koalition mit der FDP ein und Rüttgers wurde am 22. Juni 2005 zum Ministerpräsidenten von Nordrhein-Westfalen gewählt. Damit war die 39-jährige Regierungszeit der SPD im bevölkerungsreichsten deutschen Bundesland beendet. Als Ministerpräsident forderte Rüttgers, die CDU solle sich stärker an Arbeitnehmerinteressen orientieren. Rüttgers wurde daraufhin als „Arbeitnehmerführer“ in der CDU bezeichnet. Sein Vorstoß erhielt viel Zustimmung, parteiintern wurde jedoch Kritik laut. Seine Wiederwahl als stellvertretender Parteivorsitzender beim Bundesparteitag in Dresden fiel mit 57,7 % daher denkbar schlecht aus. Sein Vorschlag einer gestaffelten Verlängerung der Zahlung von Arbeitslosengeld, speziell für ältere Erwerbslose, setzte sich jedoch in der Großen Koalition durch und wurde im November 2007 beschlossen.
Rüttgers vermittelte den Kohlekompromiss, der einen sozialverträglichen Abbau der subventionierten Förderung von Steinkohle in Deutschland bis 2018 regelt. 2009 kämpfte Rüttgers erfolgreich für die Opel-Belegschaft und gegen die mögliche Schließung des Opel-Werkes in Bochum. Angesichts der Finanzmarktkrise forderte Rüttgers eine Rückbesinnung auf die Soziale Marktwirtschaft.
Im Wahlkampf 2009 provozierte er mit abfälligen Bemerkungen über rumänische Arbeiter.
Zur Landtagswahl in Nordrhein-Westfalen 2010 trat Rüttgers erneut als Spitzenkandidat für die CDU an. Nachdem seine CDU/FDP-Regierung ihre Mehrheit im Landtag verloren hatte, gelang es in der Zeit zwischen der Wahl und der konstituierenden Sitzung des neuen Landtages keiner Partei, erfolgreiche Koalitionsverhandlungen zu führen, sodass zunächst keine neue Regierung gewählt werden konnte. Nach Art. 62 Abs. 2 („Das Amt des Ministerpräsidenten und der Minister endet in jedem Falle mit dem Zusammentritt eines neuen Landtags […]“) und Art. 62 Abs. 3 („Im Falle [der] Beendigung des Amtes haben die Mitglieder der Landesregierung bis zur Amtsübernahme des Nachfolgers ihr Amt weiterzuführen.“) der Landesverfassung führte Rüttgers mit Zusammentritt des neuen Landtages am 9. Juni 2010 und bis zur Wahl von Hannelore Kraft (SPD) als Ministerpräsidentin am 14. Juli 2010 die Regierungsgeschäfte weiter. Zugleich war er vom 1. November 2009 bis zum 14. Juli 2010 turnusmäßig Zweiter Vizepräsident des Bundesrates.
Am 18. Juni 2010 teilte Rüttgers nach einer Sitzung des CDU-Landesvorstands in Düsseldorf mit, dass er nicht mehr als NRW-Ministerpräsident kandidieren werde und auch nicht CDU-Fraktionschef werden wolle. Am 24. Juni 2010 kündigte er seinen Rückzug von allen politischen Ämtern an.

## Privates
Rüttgers ist römisch-katholisch, seit 1982 verheiratet und hat drei Söhne. Die Familie wohnt in Pulheim. Er ist Mitglied der katholischen Studentenverbindung K.D.St.V. Rappoltstein Straßburg zu Köln im CV.

## Politische Positionen und Kontroversen
Vor der Landtagswahl 2000 löste Rüttgers Diskussionen aus durch das ihm zugeschriebene Wahlkampf-Schlagwort „Kinder statt Inder“, das eine Präferenz der CDU zugunsten der Förderung von heranwachsenden Kindern statt zuwandernden Ausländern verdeutlichen sollte. Ausländische IT-Fachkräfte insbesondere aus Indien sollten mittels der von der rot-grünen Bundesregierung eingeführten Greencard nach Deutschland eingeladen werden. Hintergrund war ein Interview (von der Nachrichtenagentur AP, veröffentlicht in der WAZ vom 8. März 2000), in dem er sagte: „Statt Inder an die Computer müssen unsere Kinder an die Computer“. Daraus wurde dann die Schlagzeile „CDU-Politiker: Kinder statt Inder an die Computer“, die reduziert auf das Schlagwort „Kinder statt Inder“ dann von den Republikanern im Landtagswahlkampf 2000 übernommen wurde.
Im Rahmen des Grundsatzkongresses 2006 der CDU äußerte Rüttgers, dass man nicht automatisch Arbeitsplätze schaffe, indem man die Steuern senke. Rüttgers forderte von der CDU, sich von „neoliberalen Lebenslügen“ zu verabschieden, unter anderem von dem Glauben, dass weitere Steuererleichterungen für Unternehmen automatisch zu mehr Arbeitsplätzen führten. Wegen dieser Äußerungen wurde Rüttgers von Parteifreunden kritisiert, aber auch unterstützt, beispielsweise von Heiner Geißler. In seiner am 13. September 2007 veröffentlichten Streitschrift Die Marktwirtschaft muss sozial bleiben erneuerte Rüttgers seine Thesen und kritisierte unter anderem die Zuwanderungspolitik der großen Koalition.
Rüttgers bezeichnete bei zwei Wahlkampfveranstaltungen im August und September 2009 vor der Bundestagswahl 2009 rumänische Arbeitnehmer als faul und unzuverlässig. Nach Veröffentlichung von entsprechenden Redeausschnitten entschuldigte sich Rüttgers.
Eine Überwachung der SPD-Oppositionsführerin Hannelore Kraft führte im September 2009 zu erneuten Vorwürfen. Erst wurde behauptet, dass die CDU NRW Kraft von einer professionellen Firma per Video überwachen lasse. Dann wurde bekannt, dass diese Überwachung aus der Staatskanzlei koordiniert wurde.

### Sponsoring-Affäre
Am 20. Februar 2010 berichtete Spiegel Online, dass die Parteizentrale der NRW-CDU in Werbebriefen Unternehmen, Verbänden und anderen potentiellen Sponsoren für ihren Parteitag im März 2010 sogenannte „Partnerpakete“ zum Kauf angeboten hatte, mit denen diese außer der Anmietung von Ausstellungsflächen auch vertrauliche Gespräche mit Mitgliedern der Landesregierung arrangieren konnten. So umfasste etwa ein 20.000-Euro-Partnerpaket einen Standplatz bis zu 15 Quadratmetern im Vorraum der Parteitagshalle für 14.000 Euro, dann – für einen Aufpreis von 6000 Euro – einen Besuch des Ministerpräsidenten samt „Einzelgespräch“ an diesem Stand, inklusive Fototermin. Darüber hinaus konnte ein Platz an Rüttgers Tisch bei Abendessen gekauft werden. Gebühren für Infostände (auf Parteitagen) waren auch bei den anderen Parteien (außer bei der Linkspartei) üblich – jedoch in weitaus geringerer Höhe und ohne das Angebot von Einzelgesprächen. Aufgrund der erheblichen Höhe der Beträge und der dafür zugesagten vertraulichen Gespräche lag der Verdacht nahe, dass auf diesem Wege versucht wurde, die Bestimmungen des Gesetzes über die politischen Parteien (Parteiengesetz) zu umgehen, um der CDU verdeckte – illegale – Parteispenden zufließen zu lassen. Der Parteienrechtler Martin Morlok vertrat die Meinung: „Der Verkauf von Gesprächszeiten wäre ein Verstoß gegen das Parteiengesetz. …Man kann das werten als verbotene Spende.“
Ministerpräsident Rüttgers distanzierte sich am 21. Februar 2010 von den Werbebriefen seiner Parteizentrale und erklärte, er habe von der Werbung um Sponsoren nichts gewusst. Er habe daher seinen Generalsekretär Hendrik Wüst „angewiesen, dies sofort zu beenden.“ Er fügte hinzu: „In der Vergangenheit hat es in diesem Zusammenhang keine Einzelgespräche gegeben.“
2004 berichtete Der Spiegel über eine Einladung zur Firmenpräsentation auf dem „1. Zukunftskongress“ der NRW-CDU jenes Jahres in Bonn. Im Sponsorenpaket für 14.000 Euro war seinerzeit eine „Roadshow“ enthalten, bei der Rüttgers als Spitzenkandidat der NRW-CDU den Stand der Sponsorenfirma besuchen würde.
Hendrik Wüst übernahm die Verantwortung für die Werbebriefe und trat von seinem Amt zurück. Rüttgers beteuerte, keine Kenntnis über derartige Briefe gehabt zu haben, räumte aber ein, dass mit der Affäre ein Schaden für die CDU im Landtagswahlkampf entstanden sei. Er schlug Andreas Krautscheid als neuen Generalsekretär vor.

### Spendenaffäre
Die Initiative „Wähler für den Wechsel“ sammelte während des NRW-Landtagswahlkampfs 2005 Geld für Plakate und Zeitungsanzeigen zugunsten des damaligen Oppositionskandidaten Rüttgers. Laut NRW-CDU-Generalsekretär Andreas Krautscheid war seine Partei in einer sehr frühen Wahlkampfphase in Pläne, Gründung und Arbeit der Initiative eingeschaltet, die nach außen als parteiunabhängig auftrat. Die NRW-CDU hatte um den Jahreswechsel 2004/2005 mit der Frankfurter Kommunikationsagentur Equipe einen mit 40.000 Euro dotierten Vertrag abgeschlossen, der über einen Zeitraum von einem halben Jahr lief. Equipe sollte dafür die Wählerinitiative aufbauen, organisieren und deren Arbeit betreuen.
Da die Wählerinitiative nicht selbstständig agierte, hätten die Einnahmen von ca. 31.000 Euro als Einnahmen der NRW-CDU deklariert werden müssen, tauchten im Rechenschaftsbericht 2005 der NRW-CDU aber nicht auf, obwohl die Initiative ihre gesamten Akten samt Rechnungsunterlagen an die Parteizentrale sandte. Die Bundestagsverwaltung erließ gegen die CDU wegen Verstoßes gegen das Parteiengesetz einen Bescheid über eine Strafzahlung in Höhe von 62.000 Euro.

## Ehrungen und Auszeichnungen
- 1997: Georg-Schulhoff-Preis[56]
- 1997: Großes Verdienstkreuz des Verdienstordens der Bundesrepublik Deutschland
- 2004: In Zusammenarbeit mit den Bildungsministern Luigi Berlinguer (Italien), Claude Allègre (Frankreich) und Baroness Tessa Blackstone (Großbritannien) war Jürgen Rüttgers einer der Köpfe der Sorbonne-Erklärung, der Grundlage für die Harmonisierung der Abschlüsse der Europäischen Hochschulausbildung. Die „Sorbonne-Erklärung“ wurde am 25. Mai 1998 unterzeichnet und war der Initiator des Bologna-Prozesses. Für diese Verdienste für die europäische Bildung und Forschung erhielten Rüttgers sowie seine Amtskollegen im Jahre 2004 die Ehrendoktorwürde der Universität Roma Tre in Rom (Italien).
- 2004: Europäischer Handwerkspreis[57]
- 2007: Ehrendoktorwürde der Waseda-Universität
- 2007: Lachender Amtsschimmel des DBB Beamtenbund und Tarifunion
- 2008: Ehrenprofessur der Ben-Gurion-Universität
- 2008: Kommandeur der Ehrenlegion[58]
- 2009: Großkreuz des Verdienstordens Pro Merito Melitensi des souveränen Malteser Ritterordens[59]
- 2010: Orden wider den tierischen Ernst[60][61]
- 2010: Großoffizier des Ordens von Oranien-Nassau[62]
- 2014: Ehrenprofessur der Rheinischen Friedrich-Wilhelms-Universität Bonn
- 2015: Kommandeurkreuz des Verdienstordens der Republik Polen[63]

## Publikationen
- Transformationen: Wie sich Deutschland ändern muss, um die Zukunft erfolgreich meistern zu können. Herder, 2023, ISBN 978-3-451-39646-5
- Mehr Demokratie in Deutschland. B&S Siebenhaar Verlag, Berlin 2017, ISBN 978-3-943132-58-8.
- Mehr Demokratie in Europa – Die Wahrheit über Europas Zukunft Tectum Verlag, Marburg 2016, ISBN 978-3-8288-3806-2[64]
- Was die Digitalisierung der Welt politisch bedeutet. In: Hubert Burda, Mathias Döpfner, Bodo Hombach, Jürgen Rüttgers (Hrsg.): 2020 – Gedanken zur Zukunft des Internets. Klartext, Essen 2010, ISBN 978-3-8375-0376-0.
- Jürgen Rüttgers (Hrsg.): Berlin ist nicht Weimar: Zur Zukunft der Volksparteien. Klartext, Essen 2009, ISBN 978-3-8375-0290-9.
- Jürgen Rüttgers (Hrsg.): Wer zahlt die Zeche? Wege aus der Krise. Klartext, Essen 2009, ISBN 978-3-8375-0196-4.
- Die Marktwirtschaft muss sozial bleiben: eine Streitschrift. Kiepenheuer & Witsch, Köln 2007, ISBN 978-3-462-03931-3.
- Worum es heute geht. Bastei Lübbe, Bergisch Gladbach 2005, ISBN 3-404-60557-8.
- Zeitenwende, Wendezeiten. Das Jahr-2000-Projekt: die Wissensgesellschaft. Siedler Verlag, Berlin 1999, ISBN 3-88680-678-2.
- Dinosaurier der Demokratie: Wege aus der Parteienkrise und Politikverdrossenheit. Hoffmann und Campe, Hamburg 1993, ISBN 3-455-08474-5.
- Jürgen Rüttgers, Eduard Oswald (Hrsg.): Das ungeborene Leben schützen: Die Union in der Debatte des Deutschen Bundestages am 25. Juni 1992. CDU/CSU-Fraktion im Deutschen Bundestag, Bonn 1992.
- Europas Wege in den Weltraum: Programme – Proteste – Prognosen. Umschau Verlag, Frankfurt am Main 1989, ISBN 3-524-69084-X.
- Jürgen Rüttgers (Hrsg.): 40 Jahre Junge Union Rheinland: Geschichte eines politischen Jugendverbands. Koenig, Bergisch Gladbach 1986, ISBN 3-923248-07-5.
- Siegfried Honert, Jürgen Rüttgers: Landeswassergesetz Nordrhein-Westfalen: Kommentar. Deutscher Gemeindeverlag, Köln 1981, ISBN 3-555-30191-8 (Kommunale Schriften für Nordrhein-Westfalen. Bd. 42). 6. Auflage: Siegfried Honert, Jürgen Rüttgers, Joachim Sanden, Deutscher Gemeindeverlag, Köln 1996, ISBN 3-555-30377-5.
- Siegfried Honert, Jürgen Rüttgers: ABC der Abwasserabgabe: Erlass des Abwasserabgabengesetzes in Stichworten unter Berücksichtigung der landesrechtlichen Ausführungsgesetze für Verwaltung und Wirtschaft. Deutscher Gemeindeverlag, Köln 1983, ISBN 3-555-00409-3.
- Das Verbot parteipolitischer Betätigung im Betrieb. (Köln, Univ., Diss., 1979).